# Specifik overflade
Specifik overflade er inden for overfladekemien areal per massenhed og anvendes hovedsagelig for at karakterisere et pulverformigt eller porøst materiale. Den specifikke overflade er et mål for hvor fint fordelt og porøst, et materiale er. Jo mere fint fordelt, desto større specifik overflade. Det er et vigtigt mål, når materialet skal anvendes i processer, som beror på hvor megen fri materialeoverflade, som er tilgængelig.
Eksempelvis kan aktivt kul have en specifik overflade på 1000 kvadratmeter per gram, sammenlignet med enkelte kvadratcentimeter per gram for massive kulstykker.  